# Danh sách câu lạc bộ bóng đá ở Polynésie thuộc Pháp
Đây là danh sách các câu lạc bộ bóng đá ở Polynésie thuộc Pháp.
- AS Central Sport
- AS Dragon
- AS Excelsior
- AS Manu-Ura
- AS Pirae
- AS Tamarii Faa'a
- AS Tefana
- AS Vaiete
- AS Vairao
- AS Vénus